# Anna Ludmilla
Anna Ludmilla (26 de julho de 1970) é uma atriz brasileira que tem feito carreira em Portugal.

## Televisão
- Elenco Adicional, Ana em Vidas Opostas, Rede Record 2006
- Participação Especial, Luciene em Inspector Max, TVI 2005
- Actriz convidada em O Crime Não Compensa, SIC 2003
- Actriz convidada, em O Jogo, SIC 2002
- Participação Especial, Maribel em Uma Aventura Musical, SIC 2001
- Participação Especial, Jornalista em Super Pai, TVI 2001
- Elenco Adicional, Graciosa em Bastidores, RTP 2001
- Participação Especial, Luciana em Segredo de Justiça, RTP 2001
- Participação Especial, Marta em Café da Esquina, RTP 2000
- Elenco Principal, Flávia em Ajuste de Contas, RTP 2000
- Apresentadora, Bia em O Sótão do Pedro, TVI 2000
- Participação Especial, Illoa em Passeur d'enfants à Lisbonne, TF1 1999
- Participação Especial, Escritora em Jornalistas, SIC 1999
- Participação Especial, Carteira em Médico de Família, SIC 1998
- Elenco Principal, Fernanda em Terra Mãe, RTP 1997-1998
- Participação no programa 86-60-86, RTP 1994

## Cinema
- Solum, filme de Diogo Morgado, 2018
- La Riña, filme de Marcelo Galvão, 2008
- Fragile(s), filme de Martin Valente, 2007

## Ligações Externas
- Anna Ludmilla no IMDb